# Micropholis rugosa
Micropholis rugosa är en tvåhjärtbladig växtart som först beskrevs av Olof Swartz, och fick sitt nu gällande namn av Jean Baptiste Louis Pierre. Micropholis rugosa ingår i släktet Micropholis och familjen Sapotaceae. IUCN kategoriserar arten globalt som nära hotad. Inga underarter finns listade i Catalogue of Life.